# Vidkrîte, Pervomaiske
Vidkrîte (în ucraineană Відкрите) este un sat în comuna Voikove din raionul Pervomaiske, Republica Autonomă Crimeea, Ucraina.

## Demografie
Componența lingvistică a localității Vidkrîte
     Rusă (56,08%)
     Tătară crimeeană (32,77%)
     Ucraineană (8,45%)
Conform recensământului din 2001, majoritatea populației localității Vidkrîte era vorbitoare de rusă (56,08%), existând în minoritate și vorbitori de tătară crimeeană (32,77%) și ucraineană (8,45%).